# Khaki Jabbar (huyện)
Khaki Jabbar là một huyện thuộc tỉnh Kabul, Afghanistan. Dân số thời điểm năm 1999 là 16,725 người.